# Reorus Torkillus

Kolonin Nya Sverige 1638-1655.

Reorus Torkillus, född 1599, död 1643, var åren 1640-1643 den förste prästen i den svenska kolonin Nya Sverige och den förste luthersk-evangeliske prästen i blivande USA.

## Tidiga liv
Endast lite är känt om Reorus Torkillus tidiga liv. Han föddes 1599 i Fässbergs församling i Mölndals kommun nära Göteborg. Senare studerade han till präst i Lidköping och Skara. Efter sin prästvigning verkade Torkillus som präst och föreläsare i Göteborg. Därefter utnämndes han till präst i Nya Sverige och lämnade hemlandet i september 1639 på fartyget Kalmar Nyckel med den andra expeditionen till kolonin.

## Nya Sverigetiden
Den 17 april 1640 anlände Torkillus (tillsammans med bl.a. den nye guvernören Peter Hollander Ridder) till Nya Sverige och verkade som präst vid Fort Christina. Till en början hölls gudstjänsterna i en timmerstuga men 1642 invigde Torkillus en riktig kyrkobyggnad. I februari 1643 drabbades Torkillus av sjukdom men återhämtade sig.
Den 7 september 1643 avled Torkillus på Fort Christina. Han efterlämnade en hustru och barn.
Torkillus efterträddes av Johannes Campanius.